# Михайловские Отруба
Михайловские Отруба — упразднённая в 2021 году деревня в Жердевском районе Тамбовской области России. Входила на момент упразднения в состав Демьяновского сельсовета.

## География
Урочище находится в южной части области, в лесостепной зоне, в пределах Окско-Донской низменной равнины.

### Климат
Климат умеренно континентальный, относительно сухой, с холодной продолжительной зимой и тёплым летом. Средняя температура воздуха самого холодного месяца (января) — −11,5 — −10,5 °C (абсолютный минимум — −39 °C); самого тёплого месяца (июля) — 19,5 — 20,5 °C (абсолютный максимум — 40 °С). Продолжительность периода с положительной температурой выше 10 °C составляет 141—154 дня. Среднегодовое количество атмосферных осадков составляет около 400—475 мм. Продолжительность залегания снежного покрова составляет в среднем 135 дней.

## История
До упразднения уездно-губернского деления входило в состав Борисоглебского уезда.
Официально упразднена в 2001 году.

## Инфраструктура
Было личное подсобное хозяйство с зоной сельскохозяйственного использования, индивидуальная застройка усадебного типа.

## Транспорт
Просёлочные дороги.